# Штерн, Миньона Савельевна
Миньона Савельевна Штерн (1948 г., Омск) — доктор филологических наук, профессор кафедры литературы и культурологии Омского государственного педагогического университета

### Биография
В 1970 году окончила филологический факультет Омского государственного педагогического института им. А. М. Горького.
В 1979 году защитила кандидатскую диссертацию в Ленинградском государственном педагогическом институте им. А. И. Герцена.
В 1997 году защитила докторскую диссертацию в Уральском государственном педагогическом университете.
С 1998 по 2011 гг. руководила кафедрой новейшей отечественной литературы и культурологии, кафедрой литературы.

### Научная деятельность
На протяжении 2000—2015 гг. М. С. Штерн вместе с профессором О. В. Мирошниковой осуществляла руководство научной темой кафедры «Авторское книготворчество в русской и зарубежной литературе. Комплексный подход». Результатом этой работы стало проведение трех международных научных конференций.
Является составителем и редактором научных сборников, автором глав в учебниках, при этом много работает с учителями и учениками средних школ г. Омска.
Сфера научных интересов: теория литературы, история русской литературы, культурология.
Основные направления исследований: теория жанра, поэтика и семиотика литературного текста, мифопоэтика, философско-художественное своеобразие русской литературы XIX-XX вв.

### Преподавательская деятельность
М. С. Штерн руководила аспирантурой по русской литературе, из которой вышло 14 защитившихся кандидатов наук.

### Публикации
- Штерн М. С. Философско-художественное своеобразие русской прозы XIX века. ― Омск: ОмГПИ, 1987;
- Штерн М. С. В поисках утраченной гармонии: Проза И. А. Бунина 1930—1940-х гг. / [Науч. ред. Н. В. Барковская]. — Омск: Изд-во ОмГПУ, 1997;
- Штерн М. С., Деменкова Л. В. и др. Времена года как топос русской лирики. Базовые тексты и методики анализа. — М., Флинта, 2014.
- Штерн М. С. Проза И. А. Бунина 1930—1940-х годов. Жанровая и родовая специфика. Автореферат диссертации на соискание степени д. фил.н. Омск, 1997.
- Штерн М. С. Философско-художественное своеобразие прозы В. Ф. Одоевского (от апологов к «Русским ночам») [Текст]: Автореф. дис. на соиск. учен. степ. канд. филол. наук : (10.01.01) — Ленинград: [б. и.], 1978. — 14 с.
- Штерн М. С. Времена года как топос русской лирики: базовые тексты и методика анализа [Текст] : учебное пособие / М. С. Штерн [и др. ; под ред. Н. В. Проданик] ; М-во образования и науки Российской Федерации, Омский гос. пед. ун-т. — Омск : Изд-во ОмГПУ, 2013. — 106 с.